# Otok Virje
Otok Virje – wieś w Chorwacji, w żupanii varażdińskiej, w gminie Cestica. W 2011 roku liczyła 251 mieszkańców.